# Distretto di Luhans'k
Il distretto di Luhans'k (in ucraino Луганський район?, Luhans'kij rajon; in russo Луганский район?, Luganskij rajon) è uno dei tre distretti amministrativi in cui è divisa la città di Luhans'k. L'area del rajon è controllata dalla Repubblica Popolare di Lugansk, che continua a utilizzare le vecchie divisioni amministrative dell'Ucraina precedenti al 2020.